# 12170 Ванволленховен
12170 Ванволленховен (12170 Vanvollenhoven) — астероїд головного поясу, відкритий 16 жовтня 1977 року.
Тіссеранів параметр щодо Юпітера — 3,162.